# Andrew Norman
Andrew Norman (* 27. Juni 1980) ist ein englischer Snookerspieler und -trainer aus Bristol. Zwischen 2001 und 2015 spielte er mit Unterbrechungen insgesamt zwölf Saisons auf der professionellen Snooker Main Tour.

## Karriere
Norman begann seine Karriere im Keynsham Snooker Centre in Keynsham nahe Bristol. Ab Mitte der 1990er Jahre trat Norman zunächst vorrangig als erfolgreicher Juniorenspieler in Erscheinung. 1997 gewann er die englische U17-Meisterschaft, 1998 wurde er Bristoler U18-Meister. Gleichzeitig nahm er erstmals an internationalen Juniorenmeisterschaften teil und konnte sich dort als einer der führenden Junioren seiner Zeit darstellen. 1997 und 1998 stand er im Viertelfinale der U19-Europameisterschaft, 1997 kam er bei der U21-Weltmeisterschaft zudem bis ins Halbfinale. Parallel nahm er auch Erwachsenen-Turnieren teil. Bereits 1998 kam er unter die letzten 16 Spieler der English Amateur Championship, 1999 qualifizierte er sich schließlich für das Endspiel, wo er gegen David Lilley verlor und englischer Vize-Meister wurde. Anschließend kam er bei der Europameisterschaft 1999 bis ins Achtelfinale. 2001 gewann er bei der englischen U21-Meisterschaft seinen letzten Juniorentitel, gleichzeitig verpasste er nur knapp bei der English Amateur Championship eine erneute Finalteilnahme und verlor gegen Sunit Vaswani das Finale der Qualifikation.
Parallel hatte Norman ab 1997 an der zweitklassigen Profitour teilgenommen, der sogenannten „UK Tour“ bzw. später „Challenge Tour“. Nach mehreren Spielzeiten ohne große Erfolge feierte Norman schließlich auf der Challenge Tour 2000/01 seinen Durchbruch. Er gewann das zweite Event der Saison und stand im Finale des dritten Events, verlor dort aber gegen Shaun Murphy. Am Saisonende belegte Norman hinter Murphy den zweiten Platz der Endwertung. Da sich in diesem Jahr die Top 16 dieser Endwertung für die nächste Saison der Snooker Main Tour qualifizierten, wurde Norman 2001 Profispieler auf der Main Tour. Gleichzeitig wählte ihn der professionelle Weltverband zu einem von mehreren Young Players of Distinction, wodurch Norman Teil eines speziellen Förderprogramms für talentierte Nachwuchsspieler wurde. Auch als Profispieler blieb Norman in den nächsten Jahren dem Amateursnooker verbunden und sammelte unter anderem bei Pontin’s-Amateurturnieren in Prestatyn (Pontin’s Pro-Am) zusätzliche Spielpraxis. 2007 und 2009 konnte er jeweils ein Event der Turnierserie gewinnen. Ein Zubrot verdiente er als Lieferfahrer.
Als Profispieler hatte Norman zunächst Probleme, seine Form aus Amateurzeiten beizubehalten. In den ersten vier Spielzeiten verlor er viele Auftaktspiele und schied bei fast allen Turnieren in der Qualifikation aus. Erste Achtungserfolge gelangen ihm aber 2002 und 2003 bei der Snookerweltmeisterschaft, als er es unter die letzten 64 Spieler und damit in die vorletzte Qualifikationsrunde schaffte. Beim LG Cup 2003 stand er erstmals in einer finalen Qualifikationsrunde, bei den Welsh Open 2005 debütierte er schließlich in der Hauptrunde eines Profiturnieres mit Einfluss auf die Snookerweltrangliste. Zuvor hatte er beim Merseyside Professional mehrfach schon das Achtelfinale erreicht, doch auch wenn das Turnier als professionell galt, hatte es im Gegensatz zu den anderen Turnieren keinen Einfluss auf die Weltrangliste. Auf der Weltrangliste stieg Norman direkt auf Platz 99 ein. Über Platz 92 eine Saison später pendelte er sich danach um Platz 70 herum ein. Da sich damals nur die Top 64 der Weltrangliste direkt für die nächste Saison qualifizierten, lief der Engländer jährlich in Gefahr, seinen Profistatus zu verlieren. Schützenhilfe erhielt er stets durch die Ein-Jahres-Weltrangliste, über die er sich stets ins nächste Profijahr rettete.
Erst mit der Saison 2005/06 gelang Norman der Durchbruch als Profispieler. Bei den China Open erreichte er die Hauptrunde, bei zwei weiteren Turnieren schied er in der finalen Qualifikationsrunde aus. Sein bestes Ergebnis erzielte er jedoch beim Grand Prix, wo er erstmals im Achtelfinale eines Profiturnieres stand. Am Saisonende sprang er auf Platz 59, war damit erstmals Teil der Top 64 und qualifizierte sich somit zum ersten Mal direkt für die nächste Saison. Eine Teilnahme an der Runde der letzten 32 der Northern Ireland Trophy und am Achtelfinale des Grand Prix während der nächsten Saison festigten seine Position, sodass Norman bis auf Platz 42 der Weltrangliste kletterte. Doch der Sommer 2007 war der Zenit seiner Karriere, eine höhere Weltranglistenposition erreichte er nie. Schon in den nächsten beiden Spielzeiten konnte er die Erfolge der vorherigen Saisons nicht mehr wiederholen, ständige Qualifikationsniederlagen waren die Folge. Auf der Weltrangliste fand er sich 2009 schon auf Platz 74 wieder, und nur dank einer Wildcard des professionellen Weltverbands verlängerte sich seine Profikarriere um eine weitere Saison. Als er in Saison 2009/10 abgesehen von den kleineren Turnieren der Pro Challenge Series nur ein einziges Spiel gewinnen konnte, stürzte Norman auf der Weltrangliste auf Platz 96 ab und verlor so nach neun Saisons seinen Profistatus.
In den nächsten Jahr gehörte Norman zu den regelmäßigen Teilnehmern der wichtigen englischen Amateurturniere, darunter beispielsweise das Pink Ribbon. 2010 erreichte er das Halbfinale der English Open Championship, 2013 qualifizierte er sich für das Finalturnier des Snookerbacker, mitunter musste er aber auch enttäuschende Ergebnisse verkraften. Prinzipiell waren die nächsten fünf Jahre nach dem Verlust des Profistatus aber von Normans Bemühungen geprägt, sich wieder für die Profitour zu qualifizieren. 2011 gelang ihm über das erste Q-School-Event tatsächlich die Rückkehr, doch nach nur einer Saison flog er wieder von der Profitour, hatten seine Ergebnisse doch wieder nicht ausgereicht, um eine gute Position auf der Weltrangliste zu erreichen. Nachdem er danach als Amateur das Viertelfinale des Paul Hunter Classic 2012 erreicht hatte, erhielt er über die Gesamtwertung der Players Tour Championship 2012/13 erneut eine Startberechtigung für alle professionellen Events, dank einiger Reformen nun gleich für zwei Jahre. Doch erneut entwickelte sich die Rückkehr auf die Profitour zu einem Misserfolg, wie schon 2009/10 konnte er kaum ein Spiel für sich entscheiden. Auf der Weltrangliste war er an den Saisonenden jeweils außerhalb der Top 100 platziert, womit der Engländer 2015 erneut seinen Profistatus verlor.
Wenngleich das nun das Ende seiner Bemühungen um eine Profikarriere markierte, blieb Norman ein regelmäßiger Besucher der englischen Amateurturniere. So nahm er in den nächsten Jahren gleich mehrfach an den Turnieren der English Amateur Tour und anderen wichtigen Amateurturnieren teil. So gewann er 2018 das Pink Ribbon und verlor im gleichen Jahr im Finale der English Amateur Championship, nachdem er ein Jahr zuvor noch das entscheidende Spiel der Qualifikation verloren und den Einzug ins Finale verpasst hatte. Nach fast zwanzig Jahre kehrte er bei der Amateurweltmeisterschaft 2018 auch auf die Bühne des internationalen Amateursnooker zurück und kam bis ins Achtelfinale. Gleichzeitig baute sich Norman eine hauptberufliche Existenz als Snookertrainer auf. er war als Betriebsleiter in der South West Snooker Academy in Gloucester angestellt, wo er auch als Cheftrainer fungierte. Diese Anstellung hatte ihn bereits während der letzten Jahre seiner Profikarriere begleitet. Nach der Schließung der Halle 2019 arbeitete er zunächst in einem Einkaufsladen und gab Trainingsstunden in einem Club in Clevedon, ehe ihn der Stratford Sports Club aus Stratford-upon-Avon als Trainer anstellte. Norman hat eine entsprechende Lizenz des professionellen Weltverbandes. Als Spieler nahm er in den 2020ern verstärkt an Ü40-Turnieren bzw. sogenannten „Senior“-Events teil, unter anderem im Rahmen der World Seniors Tour. 2022 wurde er in dieser Altersklasse englischer Meister. [veraltet]

## Spielweise
2009 beschrieb die Website Global Snooker Normans Form als „beständig“, er schaffe es aber nicht, „den attackierenden Spielstil zu produzieren, der nötig wäre, um die Weltspitze mehr als einmal zu schlagen“. Der Autor Elliott West sieht Norman als gutes Beispiel für „Spieler, die Probleme haben, mit der Menge Talent an der Weltspitze mitzuhalten“.

## Erfolge
| Ausgang         | Jahr | Turnier                              | Finalgegner      | Ergebnis  |
| --------------- | ---- | ------------------------------------ | ---------------- | --------- |
| Amateurturniere |      |                                      |                  |           |
| Sieger          | 1997 | Englische U17-Meisterschaft          | Jason Barton     | 5:4       |
| Sieger          | 1998 | Bristoler U18-Meisterschaft          | unbekannt        | unbekannt |
| Sieger          | 1999 | English Amateur Championship – North | Tom Ford         | 4:3       |
| Zweiter         | 1999 | English Amateur Championship         | David Lilley     | 5:8       |
| Sieger          | 2000 | Challenge Tour 2000/01 – Event 2     | Luke Fisher      | 6:3       |
| Zweiter         | 2001 | Challenge Tour 2000/01 – Event 3     | Shaun Murphy     | 3:6       |
| Sieger          | 2001 | Englische U21-Meisterschaft          | Ricky Walden     | 8:4       |
| Zweiter         | 2001 | English Amateur Championship – South | Sunit Vaswani    | 1:5       |
| Sieger          | 2007 | Pontin’s Pro-Am – Event 1            | Craig Steadman   | 4:2       |
| Sieger          | 2009 | Pontin’s Pro-Am – Event 1            | Mitchell Mann    | 5:2       |
| Sieger          | 2011 | Q School – Event 1                   | Chen Zhe         | 4:3       |
| Sieger          | 2012 | Snookerbacker 2013 – Qualifier 3     | Allan Taylor     | 4:3       |
| Zweiter         | 2017 | English Amateur Championship – South | Billy Joe Castle | 7:8       |
| Sieger          | 2018 | English Amateur Championship – South | Jamie O’Neill    | 8:7       |
| Zweiter         | 2018 | English Amateur Championship         | Joe O’Connor     | 3:10      |
| Sieger          | 2018 | Pink Ribbon                          | Harvey Chandler  | 4:2       |
| Sieger          | 2022 | English Seniors Championship         | Jamie Bodle      | 6:1       |